# World Series of Poker 2024

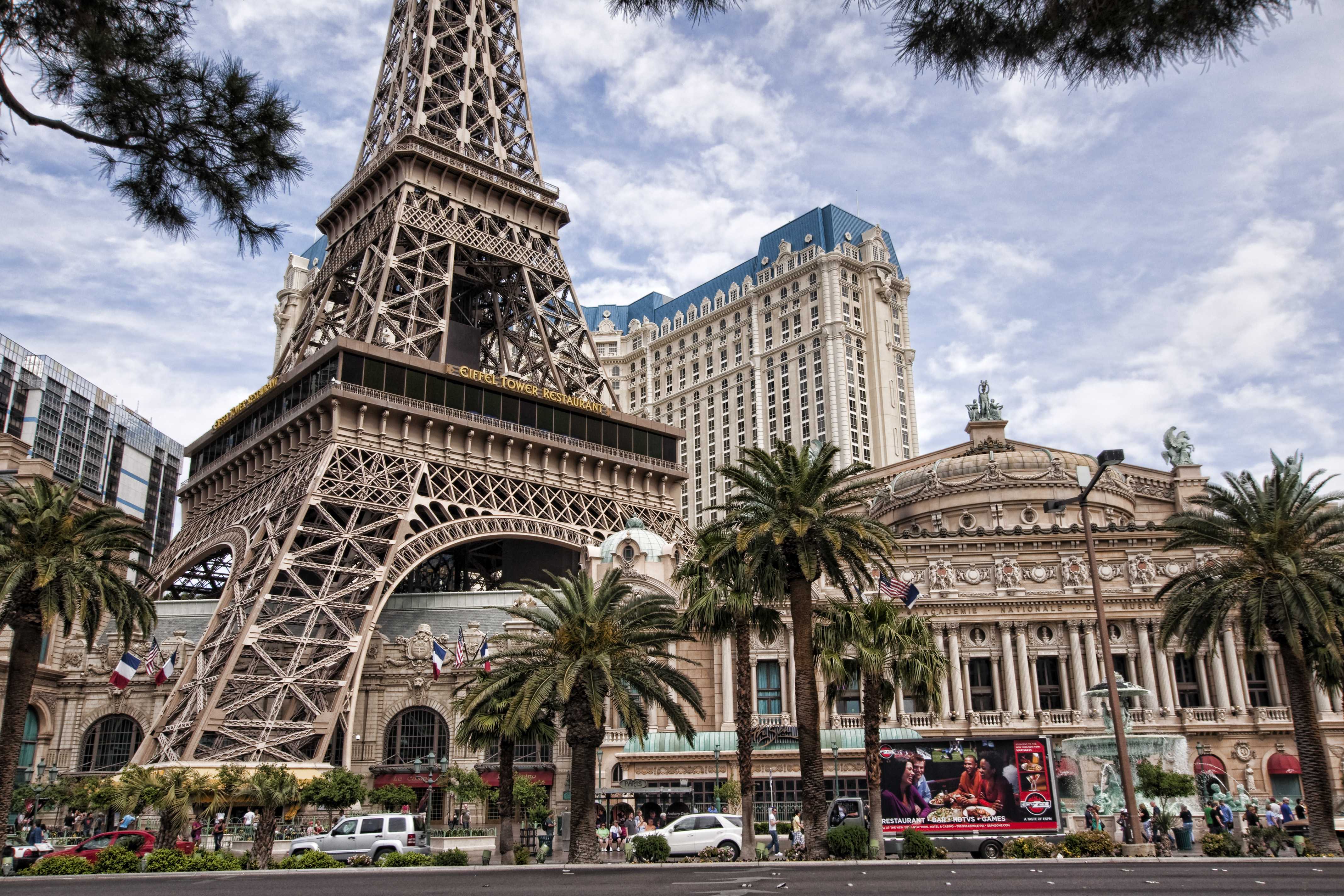
Paris Hotel & Casino

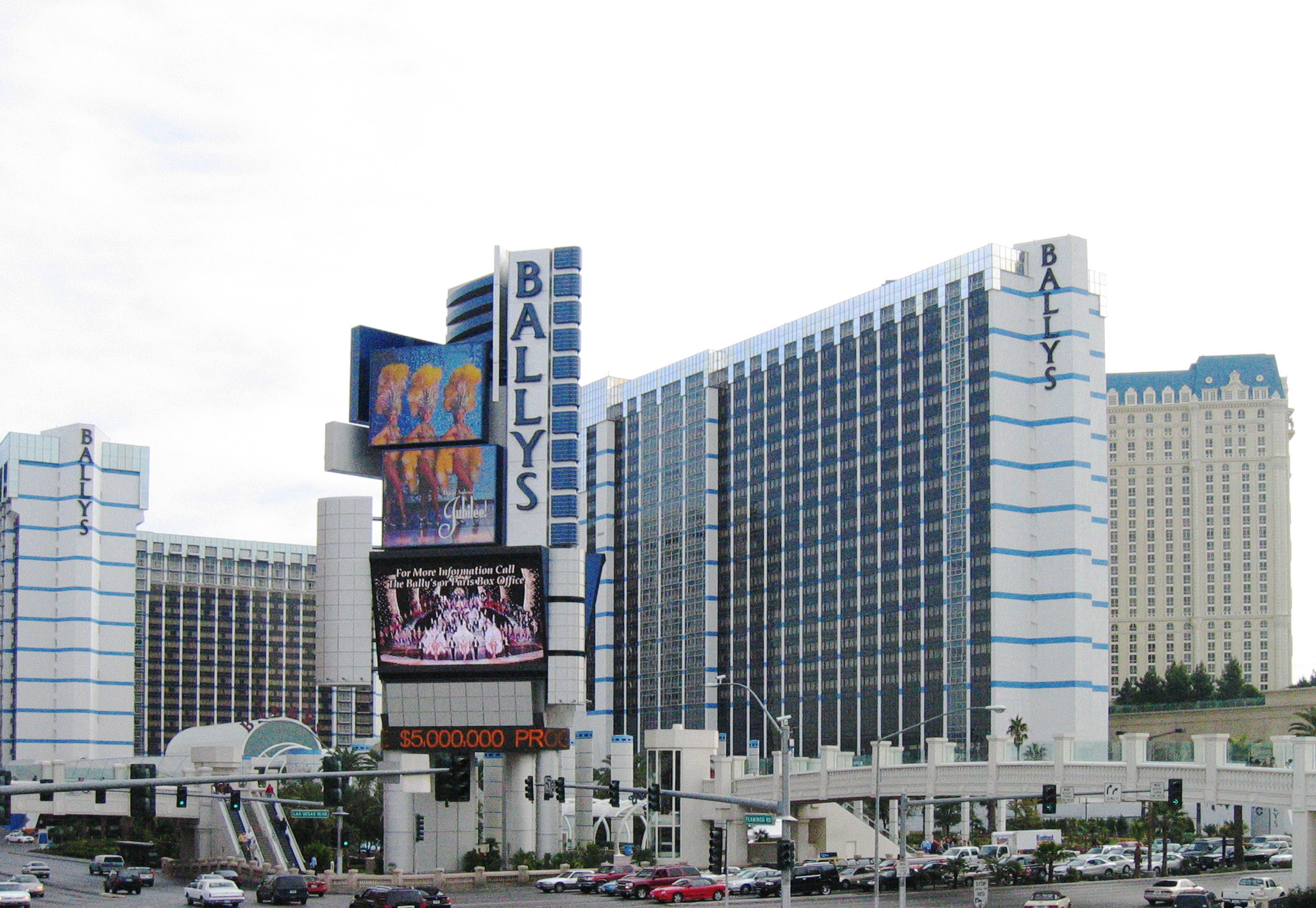
Bally’s Hotel & Casino

De World Series of Poker (WSOP) 2024 vormen de 55e jaarlijkse World Series of Poker (WSOP). Tussen 28 mei en 17 juli werden er 99 toernooien gespeeld om de verschillende titels. De WSOP-toernooien vonden voor de derde keer plaats in Paris en Bally's aan de Las Vegas Strip. Ook werden er 30 toernooien op WSOP.com online gespeeld.
Het hoofdtoernooi is het $10.000 No Limit Hold'em Main Event, waarvan de winnaar zich een jaar lang de officieuze wereldkampioen poker mag noemen. In 2024 deden er een recordaantal van 10.112 deelnemers mee aan het Main Event. Dit toernooi begon op 3 juli en duurde tot en met 17 juli. Jonathan Tamayo won het event.

## Toernooien
Bron: 
|  | High stakes-toernooi (buy-in van $10.000 of hoger) |
|  | Telt niet mee voor de Speler van het Jaar ranking  |
|  | Online toernooi                                    |

| #   | Toernooi                                                            | Deelnemers | Winnaar                 | Prijs            | Runner-up                |
| --- | ------------------------------------------------------------------- | ---------- | ----------------------- | ---------------- | ------------------------ |
| 1   | $5.000 Champions Reunion No-Limit Hold'em Freezeout                 | 493        | Asher Conniff           | $408.468         | Halil Tasyurek           |
| 2   | $500 Casino Employees No-Limit Hold'em                              | 1.189      | Jose Garcia             | $79.134          | Richard Rothmeier        |
| 3   | $500 WSOP Kickoff No-Limit Hold'em Freezeout                        | 3.485      | Daniel Willis           | $175.578         | Michael Wang             |
| 4   | $1.500 Omaha Hi-Lo 8 or Better                                      | 928        | James Chen              | $209.350         | Lewis Brandt             |
| 5   | $1.000 Mystery Millions No-Limit Hold'em                            | 18.409     | Malcolm Trayner         | $1.000.000       | Carson Richards          |
| 6   | $25.000 Heads-Up No-Limit Hold'em Championship                      | 64         | Darius Samual           | $500.000         | Faraz Jaka               |
| 7   | $1.500 Dealers Choice                                               | 530        | John Hennigan           | $138.296         | Robert Wells             |
| 8   | $5.000 Pot-Limit Omaha                                              | 733        | Bryce Yockey            | $606.654         | Farid Jattin             |
| 9   | $1.500 Limit Hold'em                                                | 443        | Nick Guagenti           | $121.074         | Joseph Brodsky           |
| 10  | $10.000 Omaha Hi-Lo 8 or Better Championship                        | 171        | Scott Seiver            | $426.744         | Jonathan Cohen           |
| o1  | $555 No-Limit Hold'em 55th Annual Kick-off                          | 1.544      | Miguel Use              | $106.613         | Stephen Hemsworth        |
| 11  | $1.500 Badugi                                                       | 487        | David Prociak           | $129.676         | Matt Grapenthien         |
| o2  | $400 No-Limit Hold'em PKO                                           | 1.962      | Stanton Tentnowski      | $39.732+bounties | Corbin White             |
| 12  | $1.500 No-Limit Hold'em 6-Handed                                    | 2.526      | Simeon Spasov           | $439.815         | John Gordon              |
| 13  | $10.000 Dealers Choice Championship                                 | 124        | Robert Mizrachi         | $333.045         | Michael Martinelli       |
| 14  | $1.000 Super Turbo Bounty No-Limit Hold'em                          | 2.639      | Thibault Perissat       | $197.308         | Ron Schindelheim         |
| 15  | $1.500 Pot-Limit Omaha Hi-Lo 8 or Better                            | 1.277      | Caleb Furth             | $265.361         | Gan Jiang                |
| 16  | $5.000 No-Limit Hold'em                                             | 660        | Brent Hart              | $660.284         | Edward Ochana            |
| o3  | $1.000 No-Limit Hold'em                                             | 809        | Evan Sandberg           | $124.831         | Uri Reichenstein         |
| 17  | $800 No-Limit Hold'em Deepstack                                     | 4.732      | Timothy Murphy          | $368.977         | Raymond Mancini          |
| 18  | $1.500 Pot-Limit Omaha                                              | 1.469      | Dylan Weisman           | $294.311         | Chino Rheem              |
| 19  | $10.000 Limit Hold'em Championship                                  | 104        | John Racener            | $308.930         | Chad Eveslage            |
| 20  | $300 Gladiators of Poker No-Limit Hold'em                           | 20.647     | Stephen Winters         | $401.210         | Simon Britton            |
| 21  | $25.000 High Roller No-Limit Hold'em                                | 272        | Brek Schutten           | $1.405.641       | Tyler Stafman            |
| 22  | $1.500 Limit 2-7 Lowball Triple Draw                                | 574        | Aaron Cummings          | $146.516         | Yuichi Kanai             |
| 23  | $1.500 No-Limit Hold'em Shootout                                    | 1.534      | Daniel Sepiol           | $305.849         | Robert Natividad         |
| 24  | $10.000 Pot-Limit Omaha Hi-Lo 8 or Better Championship              | 259        | Sean Troha              | $536.713         | Tyler Brown              |
| 25  | $3.000 Limit Hold'em 6-Handed                                       | 248        | Daniel Vampan           | $148.635         | Robert Wells             |
| o4  | $600 No-Limit Hold'em Deepstack                                     | 1.565      | Robert Strunk           | $116.708         | Michael Acevedo          |
| 26  | $25.000 High Roller No-Limit Hold'em                                | 318        | Nick Schulman           | $1.667.842       | Noel Rodriguez           |
| 27  | $1.500 Big O                                                        | 1.555      | Michael Christ          | $306.884         | Matthew Beinner          |
| o5  | $333 No-Limit Hold'em Triple Treys                                  | 2.714      | Roman Hrabec            | $100.228         | Derek Scott              |
| 28  | $1.500 No-Limit Hold'em Freezeout                                   | 2.317      | Evan Benton             | $412.484         | Balakrishna Patur        |
| 29  | $10.000 Limit 2-7 Triple Draw Championship                          | 149        | Phil Ivey               | $347.440         | Danny Wong               |
| 30  | $600 Mixed No-Limit Hold'em/Pot-Limit Omaha Deepstack               | 3.351      | Alen Bakovic            | $207.064         | Brian Etheridge          |
| 31  | $3.000 No-Limit Hold'em 6-Handed                                    | 1.230      | Nicholas Seward         | $516.135         | Konstantyn Holskyi       |
| 32  | $1.500 Seven Card Stud                                              | 406        | Richard Ashby           | $113.725         | Adam Owen                |
| o6  | $400 No-Limit Hold'em Ultra Deepstack                               | 2.238      | Russell Brooks          | $99.181          | Erik Eshima              |
| 33  | $600 Pot-Limit Omaha Deepstack                                      | 2.402      | Alex Manzano            | $161.846         | Robert Gill              |
| 34  | $2.500 No-Limit Hold'em Freezeout                                   | 1.267      | Antonio Galiana         | $439.395         | Johan Guilbert           |
| 35  | $1.500 H.O.R.S.E.                                                   | 835        | Phil Hui                | $193.545         | Daniel Mayoh             |
| 36  | $800 No-Limit Hold'em Deepstack                                     | 4.278      | Timur Margolin          | $342.551         | Agharazi Babayev         |
| 37  | $10.000 Big O Championship                                          | 332        | John Fauver             | $681.998         | Calvin Anderson          |
| 38  | $1.500 Monster Stack No-Limit Hold'em                               | 8.703      | Pedro Neves             | $1.098.220       | Aaron Johnson            |
| 39  | $50.000 High Roller No-Limit Hold'em                                | 177        | Sergio Aido             | $2.026.506       | Chance Kornuth           |
| 40  | $1.500 Razz                                                         | 547        | Scott Seiver            | $141.374         | Brandon Shack-Harris     |
| 41  | $1.500 Mixed No-Limit Hold'em/Pot-Limit Omaha Double Board Bomb Pot | 1.312      | Xixiang Luo             | $270.820         | Daniel Hachem            |
| 42  | $10.000 Seven Card Stud Championship                                | 107        | James Obst              | $260.658         | Paul Volpe               |
| o7  | $500 No-Limit Hold'em PKO                                           | 1.603      | Ilija Savevski          | $40.577+bounties | Jonah LaBranche          |
| 43  | $1.500 Mixed Omaha                                                  | 853        | Magnus Edengren         | $196.970         | Tim Seidensticker        |
| o8  | $1.000 No-Limit Hold'em 6-Max                                       | 1.233      | Sungbin Ma              | $153.250         | Michael Bosco            |
| 44  | $2.000 No-Limit Hold'em                                             | 1.561      | Jared Kingery           | $410.359         | Javier Gomez             |
| 45  | $10.000 H.O.R.S.E. Championship                                     | 181        | Maksim Pisarenko        | $399.988         | Mike Leah                |
| 46  | $1.000 Seniors No-Limit Hold'em Championship                        | 7.954      | Khang Pham              | $677.326         | Marc Wolpert             |
| 47  | $100.000 High Roller No-Limit Hold'em                               | 112        | Chris Hunichen          | $2.838.389       | Jeremy Ausmus            |
| 48  | $1.000 Pot-Limit Omaha                                              | 2.212      | Christopher Vitch       | $262.734         | Thomas Taylor            |
| o9  | $3.200 No-Limit Hold'em High Roller                                 | 401        | Georgios Sotiropoulos   | $224.418         | Dario Marinielli         |
| 49  | $3.000 No-Limit Hold'em Freezeout                                   | 1.252      | Erlend Melson           | $523.195         | Nikolay Yosifov          |
| 50  | $10.000 Razz Championship                                           | 118        | George Alexander        | $282.443         | Dzmitry Urbanovich       |
| 51  | $1.500 Super Turbo Bounty No-Limit Hold'em                          | 2.110      | Peter Park              | $240.724         | Mark Dube                |
| 52  | $5.000 No-Limit Hold'em 6-Handed                                    | 817        | Mostafa Haidary         | $656.747         | Bernd Gleissner          |
| 53  | $3.000 Nine Game Mix                                                | 379        | Yuri Dzivielevski       | $215.982         | Nicholas Julia           |
| 54  | $1.500 Millionaire Maker No-Limit Hold'em                           | 10.939     | Franco Spitale          | $1.250.125       | Justin Carey             |
| 55  | $250.000 Super High Roller No-Limit Hold'em                         | 75         | Santhosh Suvarna        | $5.415.152       | Ben Tollerene            |
| 56  | $2.500 Mixed Triple Draw Lowball                                    | 371        | Patrick Moulder         | $177.045         | Ian Chan                 |
| 57  | $10.000 Super Turbo Bounty No-Limit Hold'em                         | 486        | Frank Funaro            | $612.997         | Shota Nakanishi          |
| o10 | $600 No-Limit Hold'em Monsterstack                                  | 1.781      | Joshua Remitio          | $125.412         | Josh Arieh               |
| 58  | $50.000 Poker Players Championship                                  | 89         | Daniel Negreanu         | $1.178.703       | Bryce Yockey             |
| o11 | $500 No-Limit Hold'em Mystery Bounty                                | 3.462      | Simas Karaliunas        | $122.716         | Luis Noboa               |
| o12 | $888 No-Limit Hold'em Crazy 8s                                      | 1.366      | Ryan Otto               | $150.916         | Nithin Eapen             |
| 59  | $1.000 Super Seniors No-Limit Hold'em                               | 3.362      | Sean Jazayeri           | $358.025         | Yucel Eminoglu           |
| 60  | $3.000 No-Limit Hold'em                                             | 1.773      | Paolo Boi               | $676.990         | Pedro Rodriguez          |
| 61  | $2.500 Omaha Hi-Lo/Seven Card Stud Hi-Lo                            | 507        | Dario Sammartino        | $222.703         | Jon Kyte                 |
| 62  | $600 PokerNews Deepstack Championship No-Limit Hold'em              | 5.110      | Hector Berry            | $282.876         | Luke Varrasso            |
| 63  | $1.500 No-Limit 2-7 Lowball Draw                                    | 453        | David Funkhouser        | $123.314         | Michel Leibgorin         |
| o13 | $1.000 No-Limit Hold'em Freezeout                                   | 824        | Charlie Dawson          | $114.800         | Zachary Vankeuren        |
| 64  | $600 No-Limit Hold'em Deepstack                                     | 5.263      | Christopher Moen        | $289.323         | Thomas Kuess             |
| 65  | $5.000 Seniors High Roller No-Limit Hold'em                         | 680        | Mark Checkwicz          | $573.876         | Arie Kliper              |
| 66  | $10.000 Pot-Limit Omaha Championship                                | 811        | Elie Nakache            | $1.320.945       | Joshua Adkins            |
| 67  | $500 Salute to Warriors No-Limit Hold'em                            | 4.517      | Ben Collins             | $207.486         | Stavros Petychakis       |
| 68  | $2.500 No-Limit Hold'em                                             | 2.229      | Colin Robinson          | $667.963         | Carl Shaw                |
| 69  | $1.500 Seven Card Stud Hi-Lo 8 or Better                            | 611        | Nikolay Fal             | $153.730         | Christian Roberts        |
| 70  | $400 Colossus No-Limit Hold'em                                      | 10.143     | Martin Alcaide          | $501.240         | Yujian Eugen Zhou        |
| 71  | $10.000/$1.000 Ladies No-Limit Hold'em Championship                 | 1.245      | Shiina Okamoto          | $171.732         | Jamie Kerstetter         |
| 72  | $10.000 No-Limit 2-7 Lowball Draw Championship                      | 186        | Scott Seiver            | $411.041         | Jonathan Krela           |
| 73  | $25.000 High Roller Pot-Limit Omaha                                 | 476        | David Eldridge          | $2.246.728       | Brian Rast               |
| o14 | $5.300 No-Limit Hold'em High Roller 8-Max                           | 267        | Roland Rokita           | $278.713         | Jed Hoffman              |
| 74  | $10.000 Seven Card Stud Hi-Lo 8 or Better Championship              | 167        | Arash Ghaneian          | $376.476         | Richard Sklar            |
| o15 | $500 No-Limit Hold'em Deepstack                                     | 2.435      | Tony Dunst              | $134.888         | Leo Lombardozzi          |
| 75  | $1.000 Tag Team No-Limit Hold'em                                    | 1.437      | Jason James Jimmy Setna | $190.910         | Burcu Dagli Aaron Thomas |
| 76  | $10.000 Mystery Bounty No-Limit Hold'em                             | 965        | Matthew Lambrecht       | $1.018.933       | Damarjai Davenport       |
| 77  | $2.500 Mixed Big Bet                                                | 468        | Wing Po Liu             | $209.942         | Hye Park                 |
| 78  | $1.000 Mini Main Event                                              | 6.076      | Georgios Skarparis      | $554.925         | Alexandre Barbarabelli   |
| 79  | $50.000 High Roller Pot-Limit Omaha                                 | 131        | Daniel Perkusic         | $2.100.325       | Danny Tang               |
| o16 | $777 No-Limit Hold'em Lucky 7s                                      | 1.694      | Millard Hale            | $207.515         | Jeffery Hoop             |
| 80  | $800 Independence Day Celebration No-Limit Hold'em                  | 6.792      | Francis Anderson        | $501.040         | Brent Lee                |
| 81  | $10.000 Main Event No-Limit Hold'em World Championship              | 10.112     | Jonathan Tamayo         | $10.000.000      | Jordan Griff             |
| o17 | $555 Pot Limit Omaha Mystery Bounty 6-Max                           | 1.970      | Jared Hyman             | $95.844          | Stephen Sola             |
| o18 | $600 No-Limit Hold'em Deepstack Championship                        | 1.448      | David Prociak           | $107.984         | Thai Yong Wong           |
| 82  | $1.000 No-Limit Hold'em                                             | 1.424      | Aditya Agarwal          | $189.661         | Augusto Hagen            |
| 83  | $1.500 Eight Game Mix                                               | 494        | Garth Yettick           | $131.061         | Josh Arieh               |
| 84  | $600 Ultra Stack No-Limit Hold'em                                   | 6.628      | Carsten Heidemann       | $343.010         | Ramana Epparla           |
| o19 | $1.000 No-Limit Hold'em Mystery Bounty Championship                 | 1.963      | Daniel Chan             | $165.178         | Jesse Yaginuma           |
| o20 | $400 No-Limit Hold'em Colossus                                      | 1.544      | Johan Schultz-Pedersen  | $149.745         | Jonathan Dokler          |
| 85  | $1.000 Flip & Go No-Limit Hold'em                                   | 1.088      | Chance Kornuth          | $155.446         | Kannapong Thanarattrakul |
| o21 | $1.000 No-Limit Hold'em 6-Max Championship                          | 1.052      | Mike Watson             | $138.327         | Michael McNeill          |
| 86  | $1.000 Mystery Bounty Pot-Limit Omaha                               | 4.280      | Sascha Wilhelm          | $282.290         | James Cavanaugh          |
| 87  | $5.000 No-Limit Hold'em                                             | 1.042      | Matthew Aslante         | $785.486         | Punnat Punsri            |
| o22 | $1.000 No-Limit Hold'em Championship                                | 1.059      | Christopher Moon        | $139.248         | Joe Kuether              |
| 88  | $10.000 Eight Game Mix                                              | 189        | Calvin Anderson         | $413.446         | Dai Ishibashi            |
| o23 | $5.300 No-Limit Hold'em High Roller Championship                    |            | Brandon Wittmeyer       | $258.375         | Jacob Snider             |
| 89  | $3.000 Mid-Stakes No-Limit Hold'em Championship                     | 3.177      | Clement Richez          | $1.041.989       | Adam Owen                |
| 90  | $1.500 Pot-Limit Omaha 6-Handed                                     | 1.304      | Joseph Sanders          | $269.530         | Anatoliy Zlotnikov       |
| 91  | $3.000 H.O.R.S.E.                                                   | 357        | Gary Bolden             | $206.321         | John Racener             |
| o24 | $10.000 WSOP Online Championship Event                              | 134        | Daniel Maor             | $330.263         | Wayne Harmon             |
| 92  | $50.000 High Roller No-Limit Hold'em                                | 150        | Jared Bleznick          | $2.037.947       | Jesse Lonis              |
| o25 | $1.000 Pot Limit Omaha 6-Max Championship                           | 923        | Mohammed Nuwwarah       | $135.172         | Maximilian Schindler     |
| 93  | $777 Lucky 7's No-Limit Hold'em                                     | 6.292      | Michael Liang           | $777.777         | Duc Nguyen               |
| 94  | $10.000 No-Limit Hold'em 6-Handed Championship                      | 418        | Michael Rocco           | $924.922         | Alexandre Reard          |
| o26 | $3.200 No-Limit Hold'em High Roller                                 | 345        | Zachary Vankeuren       | $219.450         | Daniel Sepiol            |
| 95  | $1.979 Poker Hall of Fame Bounty No-Limit Hold'em                   | 1.119      | Jamie Walden            | $313.370         | Naseem Salem             |
| 96  | $25.000 High Roller H.O.R.S.E.                                      | 120        | Xixiang Luo             | $725.796         | Albert Daher             |
| o27 | $400 No-Limit Hold'em Mystery Bounty 6-Max                          | 2.778      | Daniel Traina           | $92.336          | Brian Wood               |
| 97  | $3.000 Pot-Limit Omaha 6-Handed                                     | 844        | Alex Livingston         | $390.621         | Francisco Benitez        |
| 98  | $1.500 No-Limit Hold'em The Closer                                  | 3.215      | Ching Da Wu             | $525.500         | Mario Colativa           |
| o28 | $500 No-Limit Hold'em Summer Saver                                  | 1.699      | Michael Mosley          | $99.698          | Brandon Zuidema          |
| 99  | $1.000 Super Turbo No-Limit Hold'em                                 | 1.544      | Aneris Adomkevicius     | $201.355         | Mark Newhouse            |
| o29 | $1.000 No-Limit Hold'em PKO Fight Night                             | 717        | Júlio Fantin            | $45.558          | Andy Bloch               |
| o30 | $888 No-Limit Hold'em Crazy 8s Encore                               | 931        | Michael Mizrachi        | $108.815         | Mitch Garshofsky         |

## Bracelet nummer twee of meer

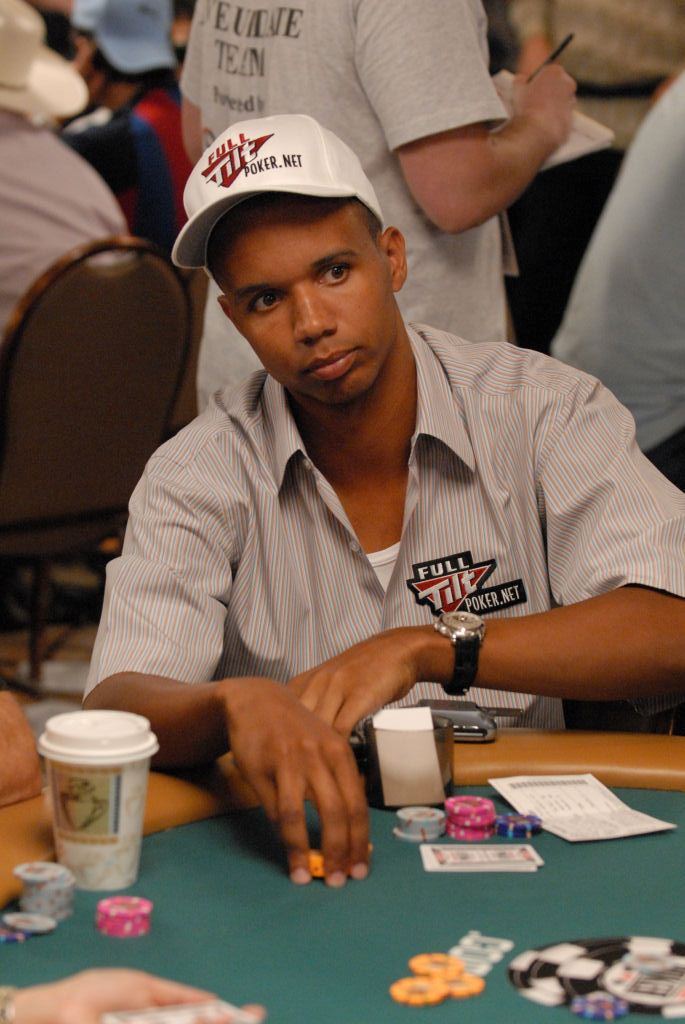
Phil Ivey won zijn 11e WSOP-toernooi

Voor een aantal spelers die tijdens de WSOP 2024 een toernooi en een daarbij behorende gouden 'bracelet' (armband) wonnen, was dit niet hun eerste. Voor de volgende spelers was dit bracelet twee of meer:
| - Phil Ivey (11) - John Hennigan (7) - Daniel Negreanu (7) - Scott Seiver (5, 6 en 7) - Michael Mizrachi (6) - Calvin Anderson (5) - Yuri Dzivielevski (5) - Robert Mizrachi (5) - Nick Schulman (5) - Phil Hui (4) - Chance Kornuth (4) - Daniel Chan (3) - Tony Dunst (3) - Timur Margolin (3) - Sean Troha (3) - Christopher Vitch (3) - Richard Ashby (2) | - David Eldridge (2) - Frank Funaro (2) - Nick Guagenti (2) - Alex Livingston (2) - Xixiang Luo (2) - James Obst (2) - David Prociak (2) - John Racener (2) - Evan Sandberg (2) - Ilija Savevski (2) - Simeon Spasov (2) - Santhosh Suvarna (2) - Dylan Weisman (2) - Brandon Wittmeyer (2) - Bryce Yockey (2) |

## Speler van het jaar
De WSOP reikt sinds 2004 een WSOP Player of the Year-prijs uit aan de speler die tijdens de betreffende jaargang de meeste punten scoort. Hiervoor tellen alleen toernooien mee waaraan iedereen mee kan doen, de spelen die alleen toegankelijk zijn voor vrouwen, teams, senioren en casino-medewerkers niet.
| Plek | Naam              | Punten   | Bracelets |
| ---- | ----------------- | -------- | --------- |
| 1    | Scott Seiver      | 4.403,85 | 3         |
| 2    | Michael Rocco     | 3.803,67 | 1         |
| 3    | Jeremy Ausmus     | 3.686,60 | 0         |
| 4    | John Racener      | 3.557,10 | 1         |
| 5    | Xixiang Luo       | 3.480,93 | 2         |
| 6    | Chance Kornuth    | 3.379,99 | 1         |
| 7    | David Prociak     | 3.274,87 | 2         |
| 8    | Chris Hunichen    | 3.094,85 | 1         |
| 9    | Yuri Dzivielevski | 3.033,64 | 1         |
| 10   | Phil Ivey         | 3.004,04 | 1         |